# Tang Jingsong
Tang Jingsong (chinês: 唐景崧, 1841–1903) foi um general e estadista chinês. Ele comandou o Exército de Yunnan na Guerra Sino-Francesa (agosto de 1884 - abril de 1885) e teve importante papel no esforço militar da dinastia Qing em Tonkin (norte do Vietnã), persuadindo o líder rebelde Xuéns, Liu Yongfu, a servir sob o comando chinês.
Mais tarde, ele se tornou governador da província chinesa de Taiwan e teve um rápido mandato como presidente da República de Formosa.